# Artawazdes I z Medii Atropatene
Artawazdes I (ur. 59 p.n.e., zm. 20 p.n.e.) – król Medii Atropatene z perskiej dynastii Atropatydów w latach 56-31 p.n.e., król Małej Armenii od 30 p.n.e. do swej śmierci. Syn Ariobarzanesa I, króla Medii Atropatene.
Kiedy Marek Antoniusz prowadził kampanię przeciwko Partii w 36 p.n.e., Artawazdes był sprzymierzeńcem Fraatesa IV króla partyjskiego. Antoniusz prowadził jego wojsko z miasta Zeugmy na północ do Armenii i wtedy najechał ziemie Artawazdesa I. Antoniusz bowiem ruszył dłuższą trasą, by nie atakować Partii od zachodu. Postanowił zaskoczyć ją od północy. Skłonił go do tego prawdopodobnie Artawazdes II, król Wielkiej Armenii, nieprzyjaciel Artawazdesa I. Ruszył się z armią szybkim marszem do Praaspy (dobrze umocnionego zamku nad rzeką Araks, odkrytego w kwietniu 2005 r. przez irańskich archeologów), silnej wzmocnionej stolicy Medii Atropatene, gdzie Artawazdes umieścił swoją rodzinę, by ją uchronić przed niebezpieczeństwem. Artawazdes tymczasem wstąpił do armii partyjskiej. Antoniusz nie mógł wziąć Praaspy z powodu silnych murów i dobrze obsadzonych obrońców. Król Atropatene oraz Monaeses, dowódca partyjski, zniszczyli dwa legiony Oppiusa Statjanusa, wodza Antoniusza, który szedł za głównymi wojskami. Wzięli do niewoli tylko Polemona I Pytodorosa, króla Pontu, który wspierał Rzymian. Antoniusz potem został przez wrogów oszukany, którzy pozorowali chęć zawarcia z nim pokoju. Fraates IV bowiem obiecał mu zawarcie pokoju, gdy ten wycofa swoje wojska z miasta. Antoniusz zgodził się tę propozycję, co wykorzystali Medowie paląc jego machiny oblężnicze i rozgrzebując kopce. Partowie zaś zaatakowali go i zadali duże straty. Antoniusz musiał się z tego powodu cofnąć, dzięki czemu Partia została uratowana (Kasjusz Dion, Historia rzymska, ks. XLIX, rozdz. 25-29).
Artawazdes utrzymał władzę nad swoim krajem, ale Rzymianie mocno go zniszczyli. Król partyjski Fraates IV potraktował go łaskawie i dał mu niewiele z łupów pozostawionych przez Rzymian. Artawazdes, z tego powodu i z braku innych zaszczytów rozgniewał się na niego. Pałał także chęcią ukarania Artawazdesa II, króla Armenii, za sojusz z Rzymianami. Dlatego w 35 r. Artawazdes wysłał Polemona do Marka Antoniusza, by zaoferować przyjaźń i sojusz. Rzymianin bardzo chętnie przyjął ofertę. Ofiarował później Polemonowi Małą Armenię w nagrodę za misję (XLIX 33). Wyruszył do Armenii, by zmusić jej króla Artawazdesa II do stawienia się u niego, bowiem ten wiedział, co się święci. Gdy ten przybył został aresztowany, by uzyskać od Ormian daninę. Po ich odmowie, Antoniusz zajął Armenię. Po dokonaniu tego postanowił zawrzeć więzy pokrewieństwa z królem Medii Atropatene. W 34 r. sześcioletni Aleksander Helios, syn Antoniusza i królowej Kleopatry VII z Egiptu, został zaręczony z dziewięcioletnią Jotapą, córką Artawazdesa I. Następnie Rzymianin wrócił do Egiptu z łupami i królem Armenii z jego rodziną (XLIX 39-40). W 31 r. królowa Kleopatra VII kazała zabić Artawazdesa II, a jego głowę wysłać jego imiennikowi i wrogowi Artawazdesowi I.
W 33 r. doszło do spotkania Artawazdesa I i Marka Antoniusza na rzece Arakses; obaj postanowili wspierać się nawzajem. Ustalili, że Antoniusz poprze Artawazdesa I w walce przeciwko Partii, a król pomoże Antoniuszowi przeciwko Oktawianowi, przyszłemu cesarzowi rzymskiemu. Wymienili części swych wojsk. Domena Artawazdesa została powiększona o część Armenii. Antoniusz otrzymał księżniczkę Jotapę oraz sztandary wojskowe zdobyte w bitwie z e Stacjanusem. Z pomocą rzymskich wojsk król Atropatene mógł początkowo pokonać Partów oraz Artaksesa II, syna króla armeńskiego Artawazdesa II, którzy najechali jego kraj. Jednak przed bitwą pod Akcjum Antoniusz przywołał z powrotem swoje wojska rzymskie oraz zatrzymał część wojsk sojusznika. Ta decyzja pociągnęła za sobą fatalne skutki, bowiem król partyjski Fraates IV wykorzystując okazję pokonał oraz schwytał Artawazdesa I; a Armenia oraz Media Atropatene zostały podbite (XLIX 44).
Artawazdesowi I jednak udało się uciec z niewoli. Przybył do Oktawiana, który przyjął go przyjacielsko. Oddał mu córkę Jotapę I oraz mianował go królem Małej Armenii, którą zabrano Polemonowi I Pytodorosowi, królowi Pontu. W r. 20 p.n.e. Artawazdes I zmarł prawdopodobnie w Rzymie, w wieku 39 lat.

## Potomstwo
Artawazdes miał z nieznaną z imienia żoną dwoje dzieci (córkę i syna):
- Jotapa I (ur. 43 p.n.e., zm.?), początkowo zaręczona z Aleksandrem Heliosem, synem Marka Antoniusza i królowej Kleopatry VII z Egiptu, potem zamężna z Mitrydatesem III Antiochem Epifanesem, królem Kommageny
- Ariobarzanes II (ur. 40 p.n.e., zm. 4 n.e.), późniejszy król Medii Atropatene i Armenii.